# راماچاندراپورام
راماچاندراپورام (به انگلیسی: Ramachandrapuram) یک منطقهٔ مسکونی در هند است که در Ramachandrapuram mandal واقع شده‌است. راماچاندراپورام ۱۳٫۹۸ کیلومتر مربع مساحت و ۴۳٬۶۵۷ نفر جمعیت دارد.